# Cueva de Mas d'Azil
La gruta o cueva de Mas-d'Azil (del francés: Grotte du Mas-d'Azil) es una cueva transversal muy grande, excavada por el río Arize en el macizo de Plantaurel (Pirineos de Ariège, Francia). Fue ocupada en distintas épocas prehistóricas e  históricas, y ha dado su nombre a una cultura prehistórica, la Aziliense.
La entrada del Arize, que marca el inicio de la cueva en su lado sur, forma una abertura de 51 m de altura y 48 m de ancho.

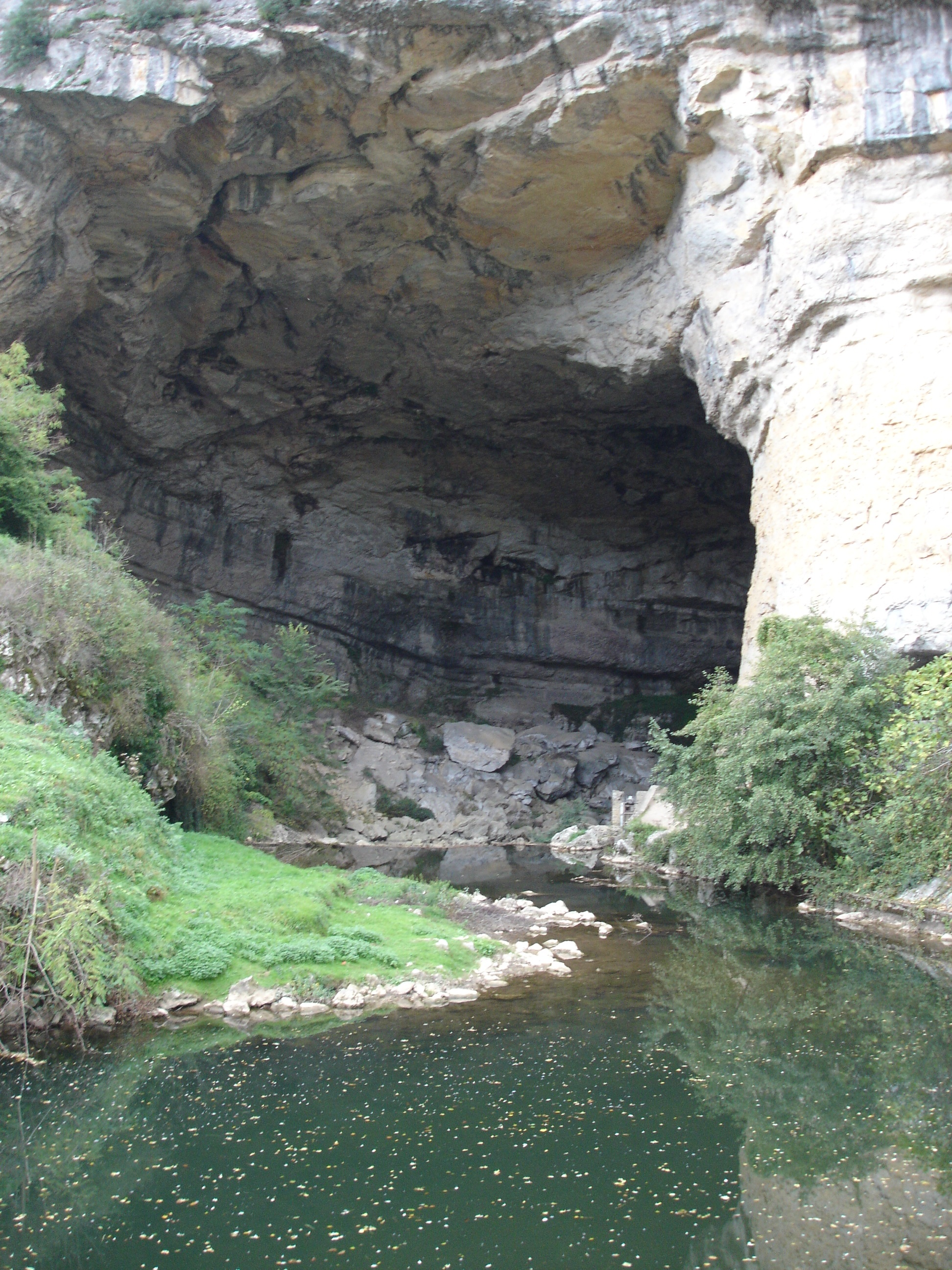
Entrada Sur - Abertura del Arize.

.

## Geografía
La cueva se encuentra en Francia, región Mediodía-Pirineos, departamento de Ariège, en la comuna de Le Mas d'Azil en el centro de los Pirineos franceses (macizo de Plantaurel o macizo del Arize en el curso del río Arize).

### Topografía

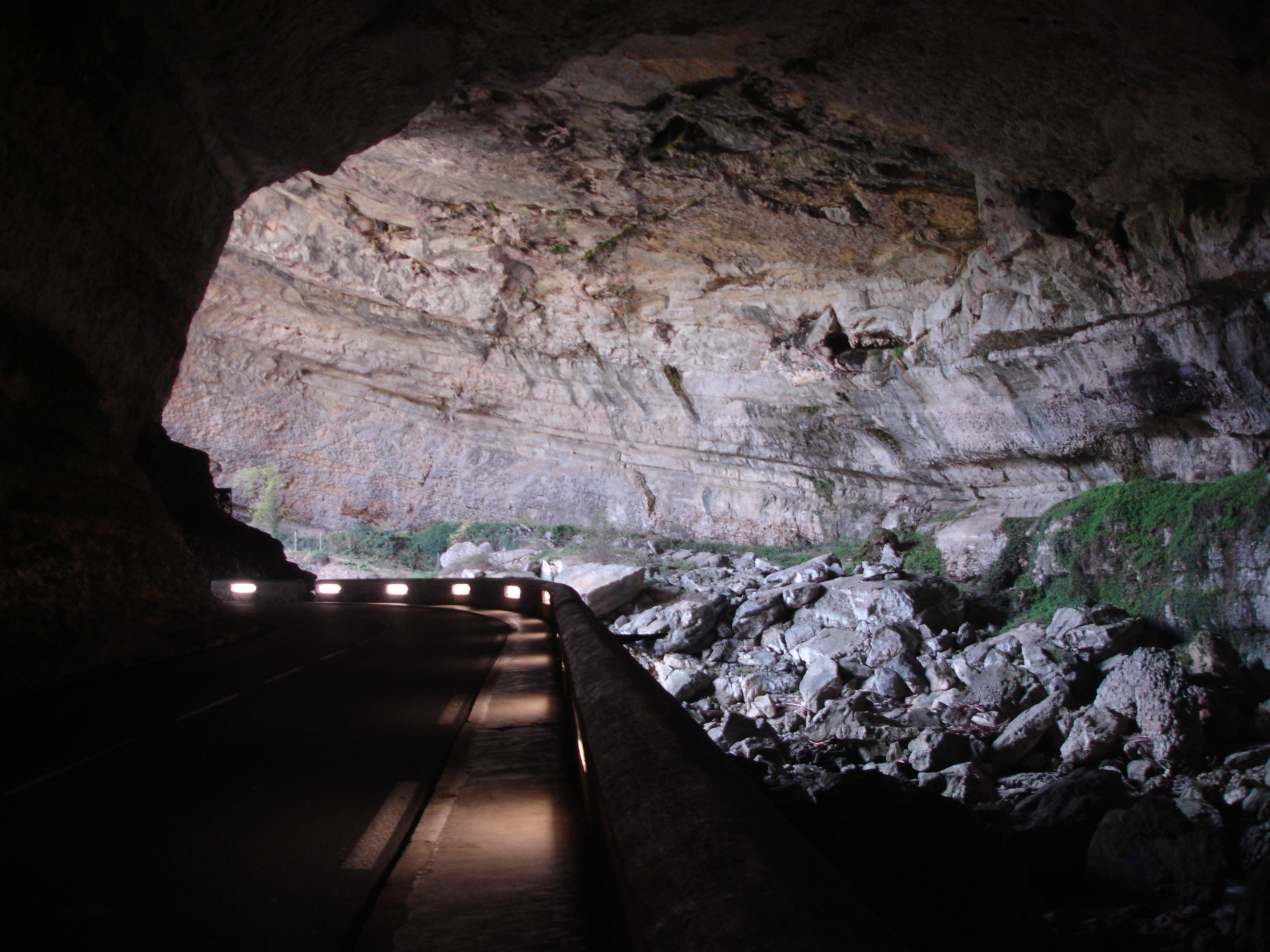
Carretera que atraviesa la gruta.

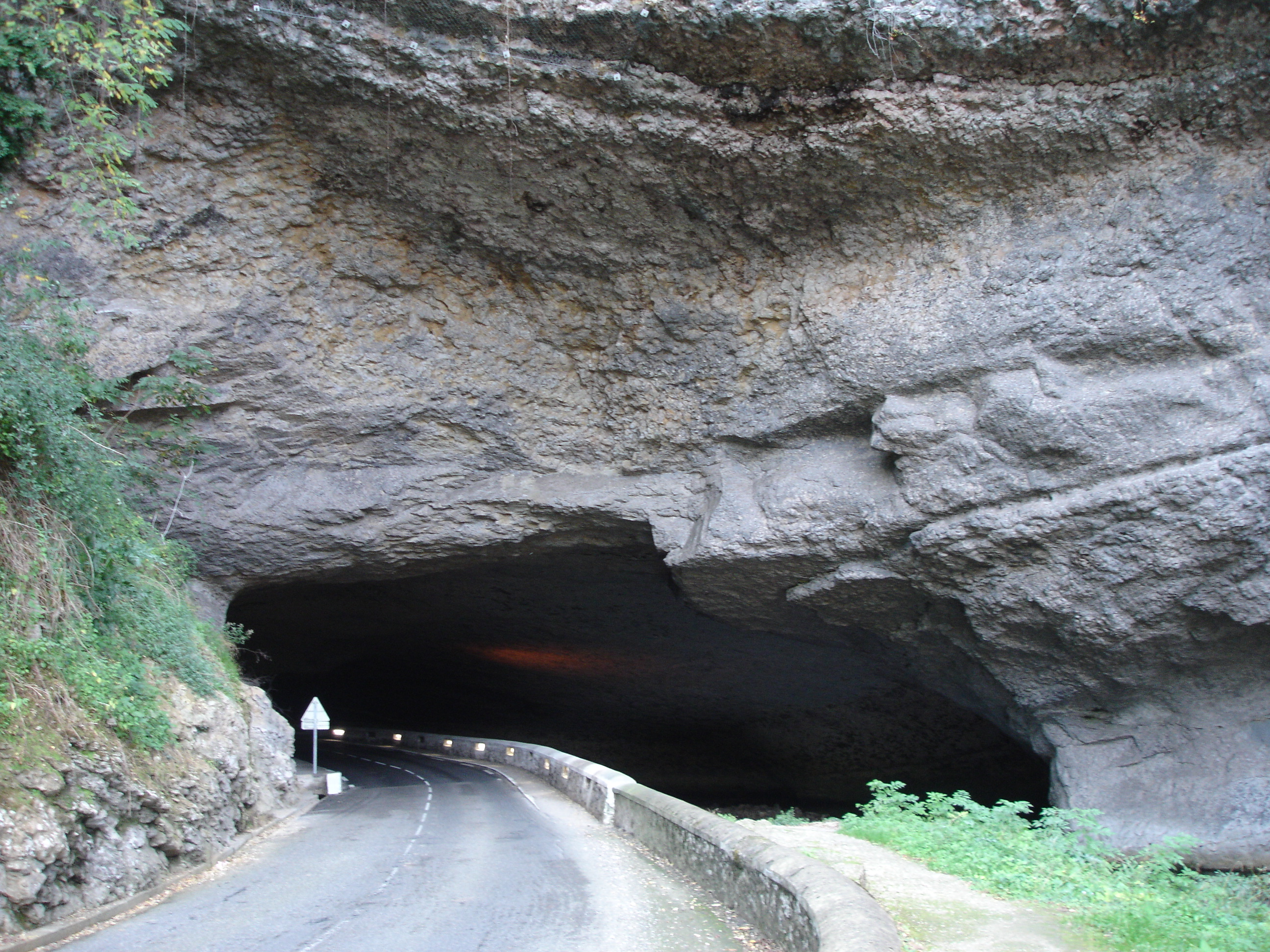
Entrada Norte de la cueva - Surgencia del Arize.

Parte de la cueva es un túnel natural que permite que sea atravesada por una carretera (la carretera D 119) que discurre junto al Arize más de 410 m. La construcción de esta carretera fue la causa de los descubrimiento arqueológicos.

### Geología
El límite Cretácico-Terciario (límite KT) es visible en la cueva, formada hace millones de años por la erosión causada por el río Arize. El río fluía antiguamente por la superficie del valle, 60 m más elevado del nivel actual. Circulando por un paisaje de piedra caliza, erosionó gran número de oquedades, dando lugar a la gruta con el paso de los años.

## Prehistoria
La cueva estuvo ocupada por animales y las galerías son ricas en huesos de mamut, oso, y rinoceronte lanudo.

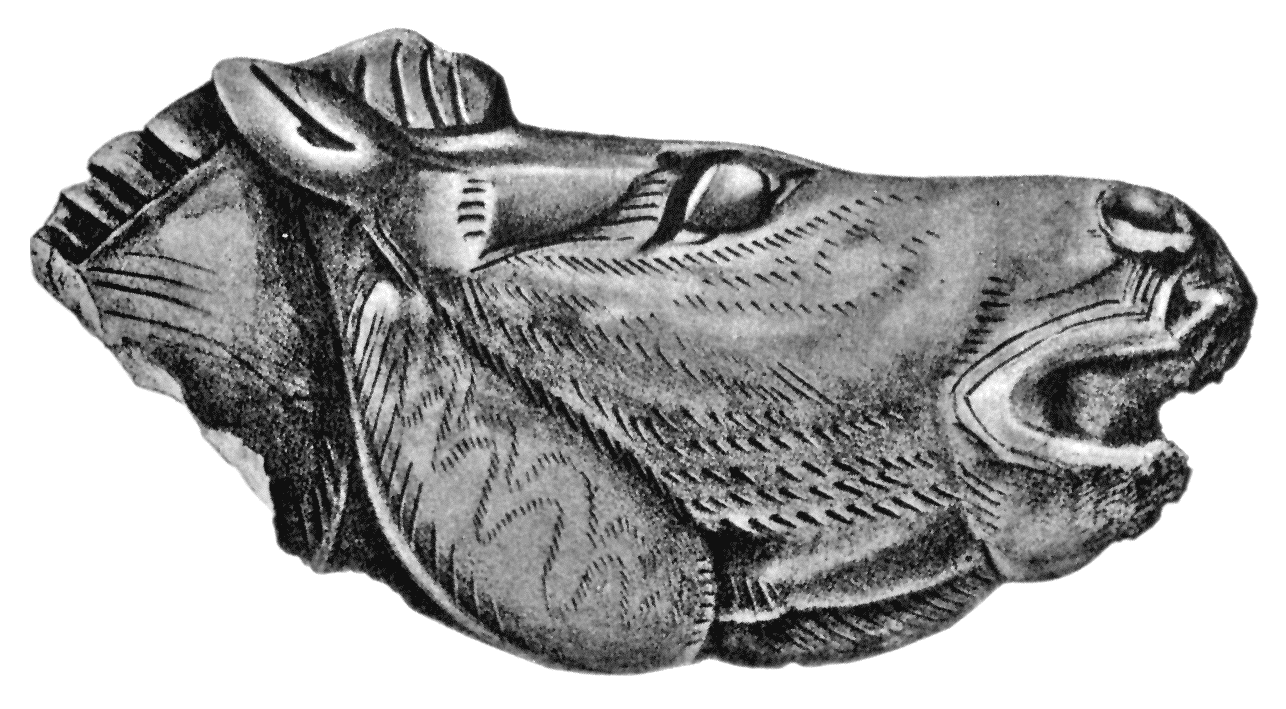
cabeza de caballo tallada descubierta en la cueva.

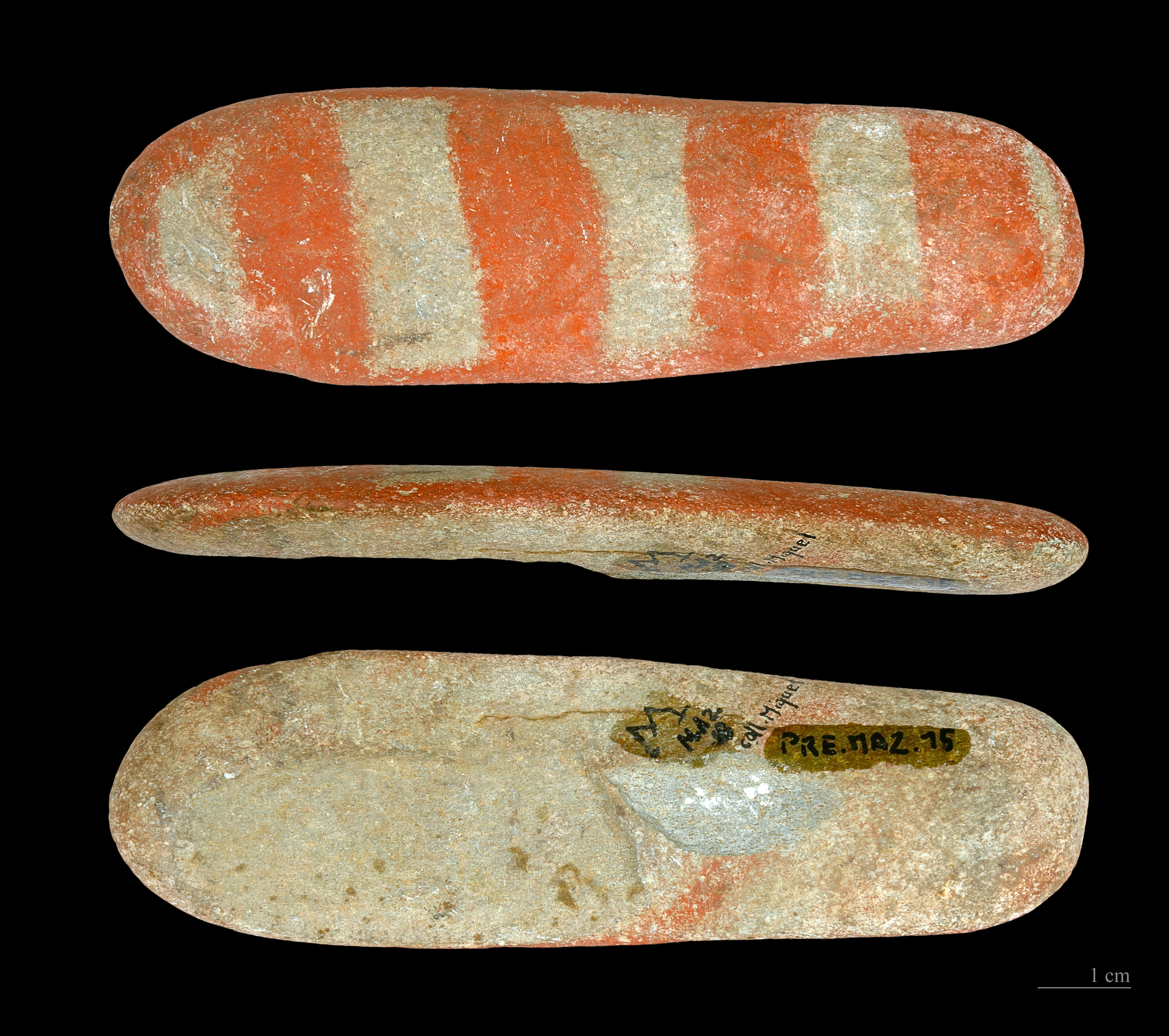
Guijarro pintado descubierto en la cueva.

Diferentes grupos prehistóricos se establecieron allí. La cueva es famosa por sus numerosos restos prehistóricos, entre los cuales el Faon de los pájaros es un bello propulsor Magdaleniense de 17 000 a 12 000 años AP). También se descubrió un botón con  un grabado de un uro hembra, con su ternero en la otra cara.
El lugar dio nombre a la cultura Aziliense, una cultura prehistórica del Epipaleolítico (alrededor de 12 000 a 9 500 antes del presente) comprendido entre el Magdaleniense y el Mesolítico definido por Édouard Piette. Se han encontrado numerosos guijarros pintados azilienses.
Se han encontrado alrededor de la cueva muchos dolmenes del período Neolítico, estimados en unos 4 000 años de antigüedad. También se ha encontrado cerámica en la entrada de la cueva.

## Historia
En el siglo III, los cristianos, entonces perseguidos, establecieron allí un lugar de oración.
La cueva también sirvió como refugio probablemente a los cátaros en el siglo XIII (sin índicios oficiales) y a los protestantes en el siglo XVII, que se refugiaron allí durante el asedio infructuoso a la ciudad en el año 1625 por el mariscal Thémines. En represalia, Richelieu hizo volar el techo de la sala del Templo en el interior de la cueva.

## Las excavaciones y los estudios
Los primeros restos aparecieron en 1860, durante las obras de la carretera que comenzó a construirse ese año a través de la cueva: en las zanjas aparecieron restos de hogueras, sílex, objetos de metal, huesos humanos y de otros animales, muchos de ellos trabajados. Eran los inicios de la arqueología, y ésta no gozaba de mucha estimación aún: la dirección de Obras Públicas no consideró estos restos de importancia, y se emplearon como relleno para la calzada. Fue un cura y geólogo local, Jean-Jacques Pouech, el único que se apercibió de lo que ocurría y entró en las obras, tomando valiosas notas sobre el yacimiento y recolectando diversas piezas, que fueron las que posteriormente despertaron el interés de los especialistas, poniendo de relieve el gran valor del yacimiento y el calibre del daño infligido. Sería en 1888 cuando se realizaron las primeras excavaciones.
Se cree que la mayoría de los restos de la presencia humana están enterrados en el terraplén de la entrada de la cueva.
Un vestigio de hábitat prehistórico se puede visitar en las galerías superiores, fuera del alcance de las crecidas.
En la localidad de Mas d'Azil se ha abierto un  museo sobre la historia y la prehistoria de la región.